# NGC 7463
NGC 7463 é uma galáxia espiral barrada (SBb/P) localizada na direcção da constelação de Pegasus. Possui uma declinação de +15° 58' 55" e uma ascensão recta de 23 horas, 01 minutos e 51,8 segundos.
A galáxia NGC 7463 foi descoberta em 16 de Outubro de 1784 por William Herschel.